# Coupe du monde de football 1930
Vous lisez un « bon article » labellisé en 2013.
Navigation
Italie 1934
La Coupe du monde de football 1930 est la première édition de la Coupe du monde de football de la Fédération internationale de football association (FIFA). Elle se déroule en Uruguay du 13 au 30 juillet 1930 et voit la victoire de l'Uruguay en finale contre l'Argentine.
Sous l'impulsion de son président, le Français Jules Rimet, la FIFA décide de l'organisation d'une Coupe du monde le 28 mai 1928. Elle choisit l'Uruguay comme pays organisateur le 18 mai 1929 pour fêter le centenaire de l'indépendance du pays, mais aussi parce que le pays accepte de payer les frais de participation des équipes et de construire un nouveau stade, le stade Centenario, dans un contexte économique difficile : quelques mois plus tard a lieu le krach d'octobre 1929. Toutes les équipes affiliées à la FIFA sont invitées à participer à la compétition mais seulement treize d'entre elles acceptent l'invitation, neuf du continent américain et quatre du continent européen. Le faible nombre d'équipes européennes s'explique en grande partie par la durée du voyage en bateau, qui est de deux semaines pour l'aller et autant pour le retour.
Les deux premiers matchs de la Coupe du monde se disputent simultanément et voient les victoires de la France sur le Mexique par quatre buts à un et des États-Unis sur la Belgique par trois buts à zéro. Le premier but de la compétition est marqué par le Français Lucien Laurent. Les deux grands favoris du tournoi, l'Uruguay et l'Argentine, se qualifient aisément pour la finale. Les Argentins mènent par deux buts à un à la mi-temps, mais les Uruguayens parviennent à renverser le match en seconde mi-temps en marquant trois buts, pour finalement s'imposer par quatre buts à deux devant près de 70 000 spectateurs.
Cette Coupe du monde est considérée comme une grande réussite sportive, avec des matchs de très bon niveau, mais aussi comme un succès populaire, avec plus de 500 000 spectateurs cumulés sur les dix-huit rencontres du tournoi.
Pour célébrer le centenaire de la première Coupe du monde, l'un des trois matchs inauguraux du mondial 2030 se déroulera à Montevideo.

## Préparation de l'évènement

### Contexte

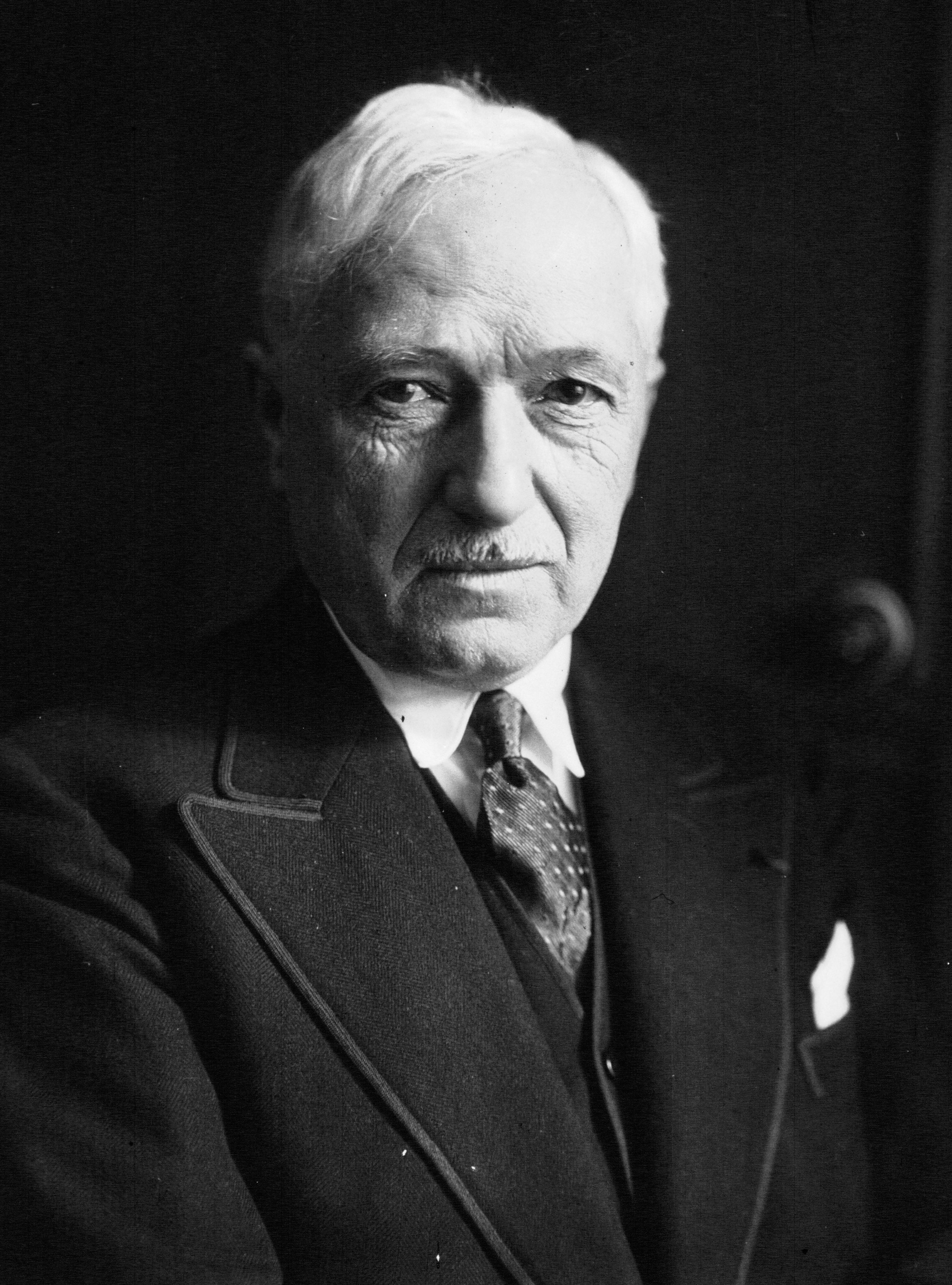
La Coupe du monde est créée en 1928 sous l'impulsion du président de la FIFA, Jules Rimet.

Lors de la fondation de la Fédération internationale de football association (FIFA) en 1904, celle-ci déclare qu'elle est la seule à avoir le droit d'organiser un championnat international. Cependant, cette idée ne prend forme que dans les années 1920, notamment grâce au tournoi de football aux Jeux olympiques où ce sport prend une dimension mondiale. En effet, en 1920, l'Égypte est la première équipe non-européenne à disputer la compétition, et l'édition de 1924 voit la participation des deux premières équipes américaines, les États-Unis et l'Uruguay. À cette occasion, 50 000 spectateurs assistent à la victoire de l'Uruguay en finale contre la Suisse.
Sous l'impulsion du président de la FIFA, le Français Jules Rimet, qui souhaite s'affranchir de l'idéal olympique, l'idée d'un championnat du monde se concrétise. Le 26 mai 1928, le jour du début du tournoi olympique, la FIFA vote lors du congrès d'Amsterdam l'organisation d'une nouvelle épreuve ouverte à tous ses pays membres, autorisée aux professionnels, et dont la première édition est prévue pour 1930. Le vote est validé par vingt-cinq voix pour, cinq voix contre (les pays scandinaves) et une abstention (l'Allemagne). Après la tenue de cette première coupe du monde, le football est évincé des Jeux olympiques de 1932 à cause d'un désaccord entre la FIFA et le Comité international olympique (CIO) sur le statut des joueurs. Le CIO souhaite que seuls les joueurs amateurs prennent part au tournoi, alors que la FIFA veut autoriser la participation des joueurs professionnels, de nombreux pays européens disposant alors de championnats professionnels.

### Désignation du pays organisateur
Dans un premier temps, l'Italie, les Pays-Bas, l'Espagne, la Suède, la Hongrie et l'Uruguay se portent candidats pour organiser cette Coupe du monde. Parmi eux, seul l'Uruguay est prêt à payer le voyage et l'hôtel aux équipes participantes et à pouvoir garantir la construction d'un stade moderne de grande capacité dans le contexte économique incertain de l'entre-deux-guerres. Avant même le vote de la FIFA, les Pays-Bas, l'Espagne, la Suède et la Hongrie se retirent pour soutenir la candidature italienne. Puis, notamment à la suite du soutien du délégué argentin Adrián Béccar Varela pour la candidature uruguayenne, l'Italie se retire à son tour pour mener au choix de l'Uruguay, désormais seul candidat,.
Confortée par le fait que l'Uruguay est double champion olympique en titre (1924 et 1928) et que le pays fêtera le centenaire de son indépendance en 1930, la FIFA valide lors du congrès de Barcelone le 18 mai 1929 le choix du pays sud-américain pour accueillir la première édition de la Coupe du monde de football.

### Ville retenue et stades
Tous les matches de la Coupe du monde 1930 se jouent à Montevideo, la capitale de l'Uruguay. Trois stades sont utilisés : le Stade Centenario, l'Estadio Pocitos et l'Estadio Parque Central. Le Stade Centenario est construit pour le tournoi et la célébration du centenaire de l'indépendance de l'Uruguay. Il est le stade principal du tournoi, désigné par Jules Rimet comme un « temple du football ». Le stade accueille dix des dix-huit matches dont les deux demi-finales et la finale. Cependant, des retards dans le calendrier à cause de la saison des pluies font que le stade n'est pas prêt cinq jours avant le début de la compétition. Les premiers matchs sont joués dans des stades plus petits, utilisés alors par les clubs de football de Montevideo, l'Estadio Pocitos, enceinte du Club Atlético Peñarol et l'Estadio Gran Parque Central, stade du Club Nacional de Football.
| \| Stade Centenario Estadio Gran Parque Central Estadio Pocitos \| | Montevideo                         | Montevideo                   | Montevideo                           |
| \| Stade Centenario Estadio Gran Parque Central Estadio Pocitos \| | Stade Centenario                   | Estadio Gran Parque Central  | Estadio Pocitos                      |
| \| Stade Centenario Estadio Gran Parque Central Estadio Pocitos \| | 34° 53′ 40,38″ S, 56° 09′ 10,08″ O | 34° 54′ 04″ S, 56° 09′ 32″ O | 34° 54′ 18,378″ S, 56° 09′ 22,428″ O |
| \| Stade Centenario Estadio Gran Parque Central Estadio Pocitos \| | Capacité : 90 000                  | Capacité : 20 000            | Capacité : 1 000                     |
| \| Stade Centenario Estadio Gran Parque Central Estadio Pocitos \| |                                    |                              |                                      |
| Stade Centenario Estadio Gran Parque Central Estadio Pocitos       |                                    |                              |                                      |

## Acteurs

### Équipes
| \| États-Unis Mexique Paraguay Uruguay Argentine Brésil Pérou Bolivie Chili Belgique France Roumanie Yougoslavie \| Équipes invitées à la Coupe du monde 1930 : Amérique du Nord et centrale (2) : États-Unis et Mexique Amérique du Sud (7) : Argentine, Bolivie, Brésil, Chili, Paraguay, Pérou et Uruguay (pays organisateur). Europe (4) : Belgique, France, Roumanie et Yougoslavie. |
| États-Unis Mexique Paraguay Uruguay Argentine Brésil Pérou Bolivie Chili Belgique France Roumanie Yougoslavie |

Dans l'histoire de la Coupe du monde de football, cette première édition est la seule qui n'a pas de phase qualificative. En effet, toutes les équipes affiliées à la FIFA étaient invitées à prendre part à la compétition, avec le 28 février 1930 comme date limite d'inscription. La FIFA avait en principe limité à seize le nombre de participants en espérant bien remplir le quota. Cependant, elle n'arrivera pas à atteindre ce chiffre, car de nombreux pays affiliés à la FIFA, pour différentes raisons, ne souhaitent pas participer, notamment les sélections européennes. Devant le peu de motivation des Européens et le manque d'inscriptions, la date limite pour la réponse est repoussée à fin mai.
La compétition se déroulant en Uruguay, l'Amérique du Sud est naturellement le continent le plus représenté avec sept équipes : l'Argentine, la Bolivie, le Brésil, le Chili, le Paraguay, le Pérou et l'Uruguay. Deux nations nord-américaines sont également de la partie : les États-Unis et le Mexique.
Avec le krach de 1929, c'est dans un contexte de crise financière que se déroule la compétition. Fortement touchées par la crise, les équipes européennes hésitent à faire le trajet en bateau à cause de son coût et de la durée totale de l'expédition de plus de deux mois, dont quatre semaines sur le bateau en comptant l'aller et le retour. Deux mois avant le début du tournoi, aucun pays européen n'est encore inscrit. Poussées par Jules Rimet, quatre nations, la France, la Belgique, la Yougoslavie et la Roumanie, décident finalement de faire le voyage pour participer au mondial. Les équipes venues d'Europe sont donc peu nombreuses, une situation unique pour une phase finale mondiale. Plusieurs nations européennes majeures sont absentes, comme l'Italie, qui ne répond pas à l'invitation de la FIFA, l'Angleterre, qui refuse de réintégrer la fédération internationale, ou encore l'Espagne, dont les clubs ne veulent pas libérer leurs joueurs,  l’entraîneur José María Mateos marquant sa désapprobation à participer, alors que la sélection ibérique reste sur plusieurs succès majeurs en matchs amicaux.

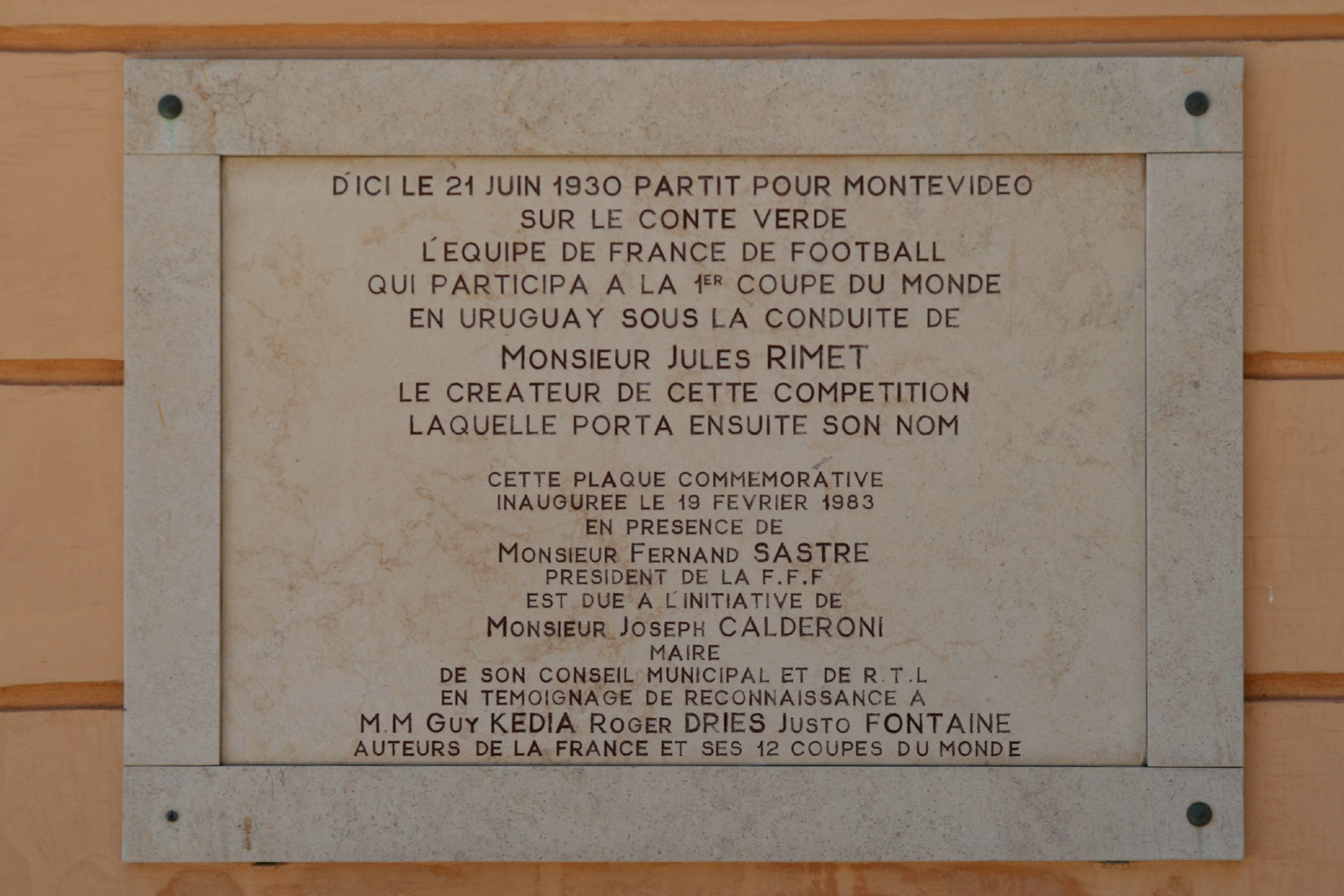
Plaque commémorant le départ de l'équipe de France de Villefranche-sur-Mer le 21 juin 1930.

Les Belges, les Français et les Roumains font le voyage vers l'Uruguay ensemble à bord du SS Conte Verde (en), tandis que les Yougoslaves font la traversée de l'océan Atlantique à bord du MS Florida. Le SS Conte Verde appareille en juin 1930 de Gênes, en Italie, avec à son bord l'équipe roumaine, choisie personnellement par le roi Carol II en raison de soucis de gestion et de la réticence de certains joueurs à faire un si long voyage. Cependant, une compagnie pétrolière britannique qui emploie plusieurs joueurs leur refuse le congé de trois mois nécessaire pour participer au tournoi en prévenant que les absences seront sanctionnées par des licenciements. Le roi s'occupe lui-même du problème en appelant la compagnie et en la menaçant de fermeture, ce qui aura pour effet de la faire revenir sur sa décision. Le bateau fait escale le 21 juin à Villefranche-sur-Mer, dans les Alpes-Maritimes, où l'équipe de France embarque. Les Belges montent ensuite sur le SS Conte Verde à Barcelone le lendemain, avant que le bateau ne fasse des escales à Lisbonne, à Madère, aux îles Canaries puis à Rio de Janeiro, où la sélection brésilienne prend place sur le bateau le 29 juin. Ces équipes sont accompagnées entre autres de Jules Rimet, qui voyage avec sa fille et le trophée en or de la coupe du monde de football association, et des trois arbitres européens conviés à arbitrer les matchs. Le voyage s'effectue dans une atmosphère bon enfant, seuls quelques joueurs se plaignant de ne pas pouvoir se préparer normalement en raison du manque d'espace sur le pont et dans la salle de gymnastique,. Le SS Conte Verde, accueilli par plus de 10 000 Uruguayens, arrive à Montevideo le 4 juillet tandis que les Yougoslaves, ayant fait le voyage à bord d'un bateau à vapeur un peu plus lent, n'arrivent que quelques jours après.
Sur ses terres, l'Uruguay part favori de la compétition en compagnie de l'Argentine et du Brésil,. Ces trois équipes sud-américaines sont d'ailleurs désignées têtes de série. Le statut uruguayen est justifié par le fait que la Celeste joue à domicile et qu'elle est double championne olympique en titre, à la suite de ses succès en 1924 et 1928, cette dernière victoire étant remportée en finale contre le rival argentin. Les autres équipes américaines apparaissent moins performantes, tandis que les quatre équipes européennes, qui ont en plus effectué un voyage fatigant, sont estimées bien moins fortes que les trois principaux favoris.
| Argentine | Chili | France | Mexique |  | Brésil | Bolivie | Yougoslavie |

| Pérou | Roumanie | Uruguay |  | Belgique | États-Unis | Paraguay |

### Joueurs
| Joueurs | Clubs                     |
| ------- | ------------------------- |
| 9       | Alianza Lima              |
| 9       | Universitario de Deportes |
| 8       | Colo-Colo                 |
| 8       | Club Nacional             |
| 8       | BSK Belgrade              |
| 7       | CF Atlante                |
| 5       | Oruro Royal               |
| 5       | Fluminense FC             |
| 5       | RC France                 |
| 5       | Club América              |
| 5       | Club Libertad             |
| 5       | Club Olimpia              |
| 5       | CA Peñarol                |

Il n'y a pas de règles concernant le nombre de joueurs autorisés par sélection, chaque équipe comptant cependant entre quinze et vingt-cinq joueurs. Parmi les joueurs sélectionnés dont la date de naissance est connue, le plus jeune joueur est le Brésilien Carvalho Leite, âgé de 18 ans et 1 mois au début de la compétition,. Il dispute le match de son équipe contre la Bolivie au poste d'avant-centre. Le plus vieux joueur est le Belge Jean De Bie, âgé de 38 ans et 1 mois au début du tournoi. Il ne dispute cependant aucun match, le plus vieux joueur prenant part à une rencontre étant le défenseur chilien Ulises Poirier, âgé de 33 ans et 5 mois lors du match du premier tour Chili-Mexique. Un doute persiste cependant avec le défenseur mexicain Rafael Garza Gutiérrez, âgé selon certaines sources de 33 ans et 7 mois, mais de seulement 26 ans et 4 mois selon la FIFA qui semble le confondre avec son frère Francisco.
La quasi-totalité des joueurs jouent alors dans un club de leur pays, seuls trois Yougoslaves faisant partie d'un club français. L'attaquant Branislav Sekulić évolue au SO Montpellier, tandis que Ljubiša Stefanović et Ivan Bek jouent au FC Sète. Bek sera plus tard naturalisé français et connaîtra cinq sélections avec l'équipe de France sous le nom d'Yvan Beck. D'autre part, la sélection yougoslave ne compte que des joueurs serbes car les joueurs croates refusent de participer en représailles à la Fédération de Yougoslavie de football, qui a déménagé son siège le 16 mars de Zagreb à Belgrade. À la suite de leur match contre le Brésil, les Yougoslaves sont surnommés par la presse uruguayenne Iciaciosi et l'équipe Icici, à cause de la fin de leurs noms de famille.
La plupart des équipes sont composées de joueurs venant de seulement quelques clubs du pays. Ainsi, presque tous les Péruviens jouent dans les deux grands clubs de Lima, l'Alianza Lima et l'Universitario de Deportes ; huit Chiliens évoluent au Colo-Colo, le club le plus populaire du pays ; huit Yougoslaves jouent au BSK Belgrade, le meilleur club du pays pendant les années 1930. L'Uruguay est représenté majoritairement par les deux grands clubs de Montevideo, le Club Nacional et le CA Peñarol, qui se partagent alors les titres de champion d'Uruguay ; le Mexique l'est par le CF Atlante et le Club América ; la sélection du Paraguay accueille surtout des joueurs du Club Olimpia et du Club Libertad, tout juste champion du Paraguay. Trois autres clubs envoient au moins cinq joueurs au tournoi : le club bolivien de l'Oruro Royal, le club brésilien du Fluminense FC et le RC France, tout juste finaliste de la Coupe de France.
L'Uruguay, l'un des favoris de la compétition, se présente avec six joueurs doubles champions olympiques en titre : José Nasazzi, José Andrade, Pedro Cea, Pedro Petrone, Héctor Scarone et Santos Urdinarán. D'autre part, l'équipe des États-Unis est partiellement composée de joueurs britanniques récemment émigrés et naturalisés : cinq Écossais, Jimmy Gallagher, Alexander Wood, Andy Auld, Jim Brown et Bartholomew McGhee, et un Anglais, George Moorhouse.

Photos d'équipes lors de la Coupe du monde
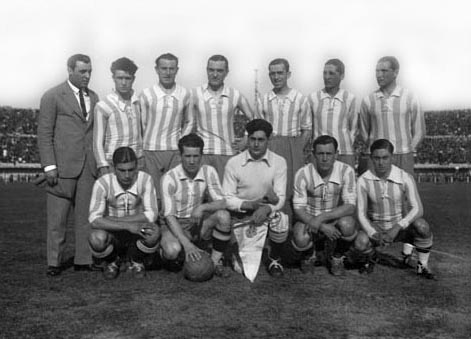
Équipe d'Argentine
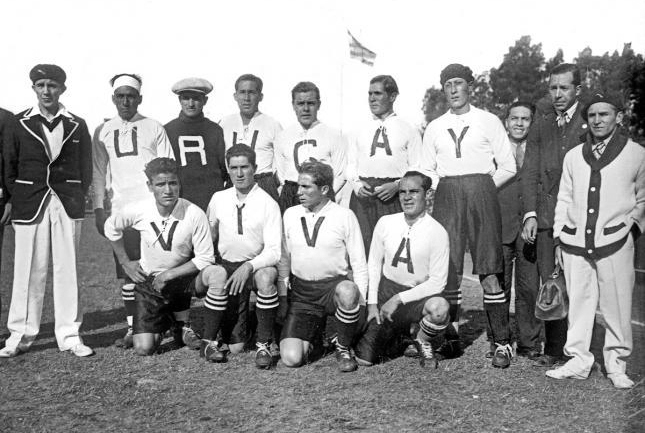
Équipe de Bolivie
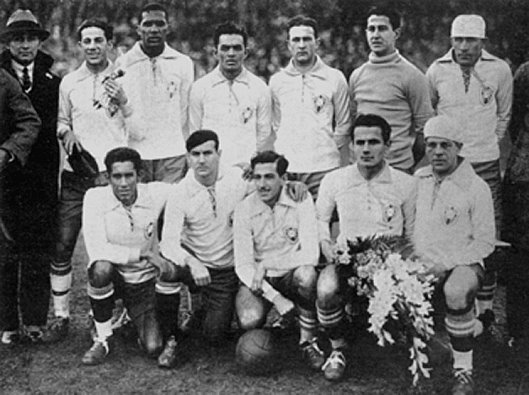
Équipe du Brésil
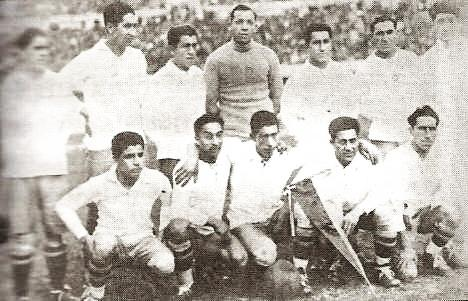
Équipe du Chili
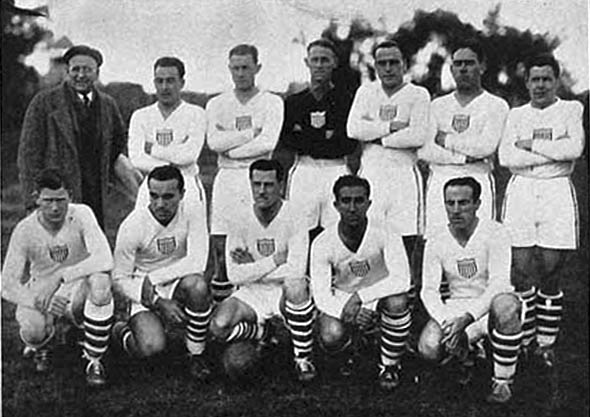
Équipe des États-Unis
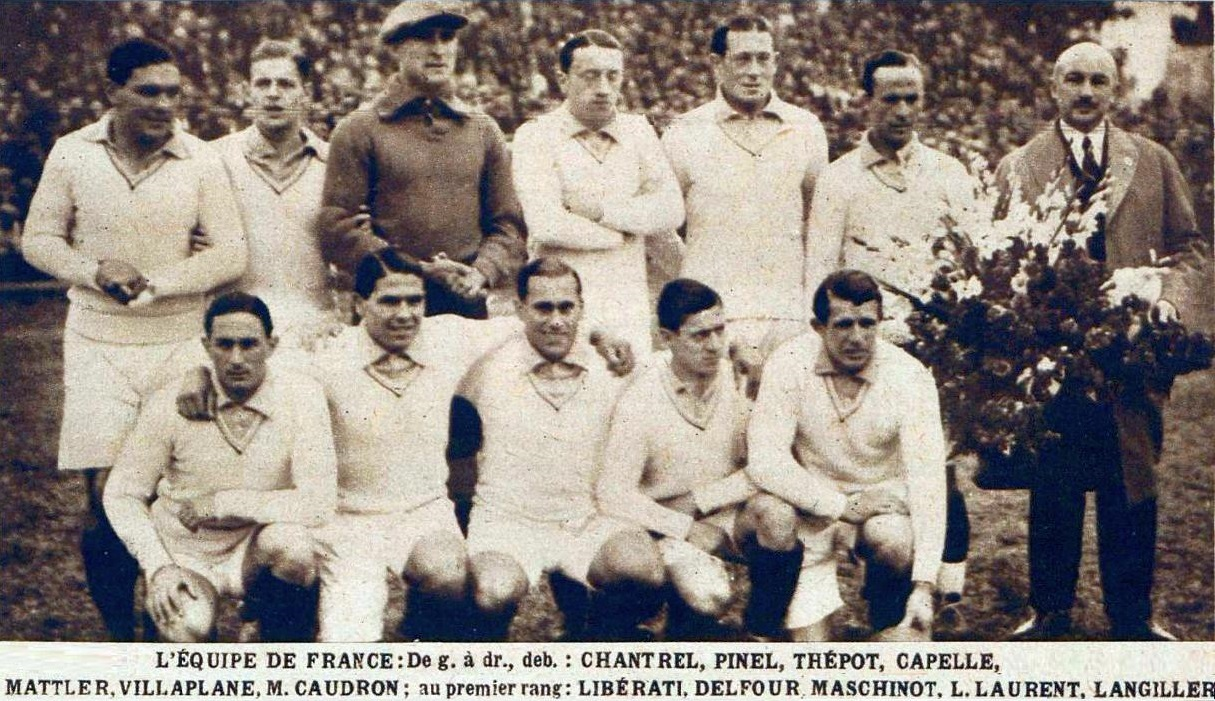
Équipe de France
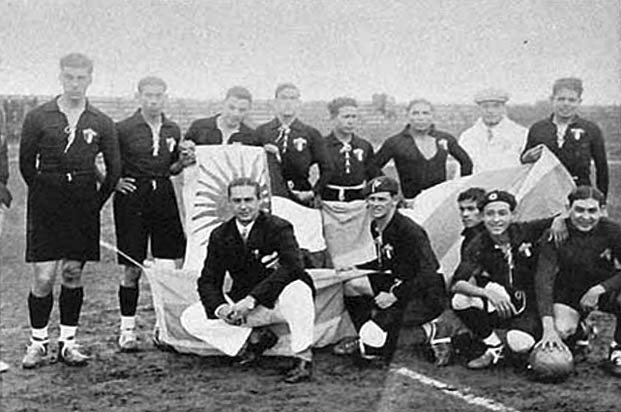
Équipe du Mexique
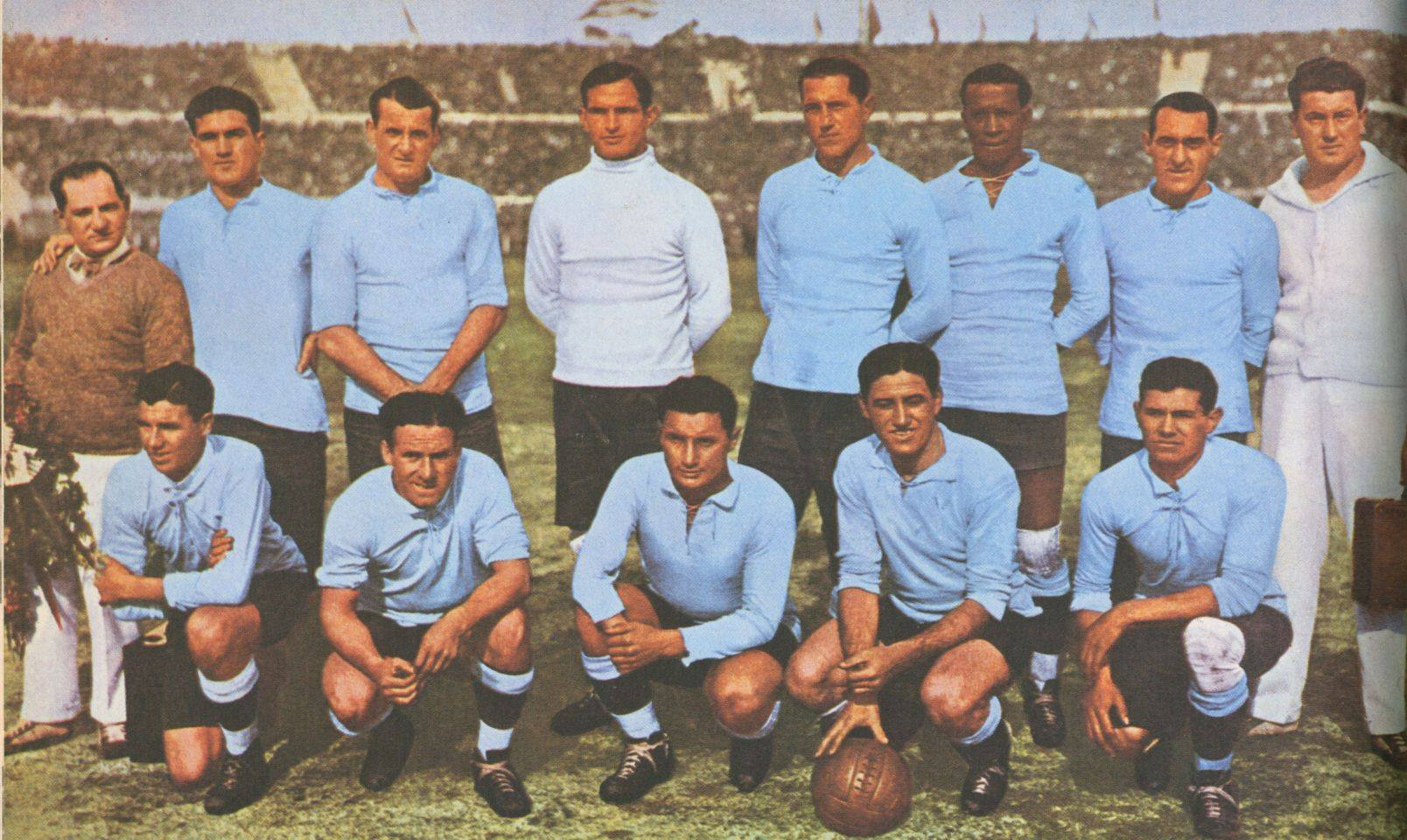
Équipe d'Uruguay
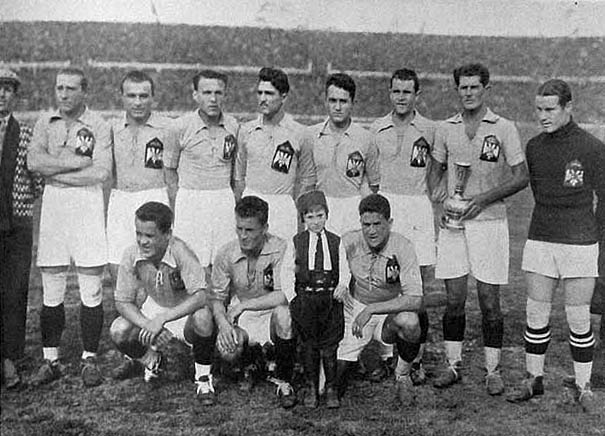
Équipe de Yougoslavie

### Arbitres
Onze arbitres officient lors de cette première édition de la Coupe du monde. Ils sont de sept nationalités différentes, la nation la plus représentée étant l'Uruguay avec quatre arbitres : Ricardo Vallarino, Anibal Tejada, Francisco Matteucci et Domingo Lombardi. Il y a quatre autres arbitres sud-américains : l'Argentin José Bartolomé Macías, le Brésilien Gilberto de Almeida Rêgo, le Bolivien Ulises Saucedo et le Chilien Alberto Warnken. Les trois autres arbitres sont européens : deux Belges, Henry Christophe et John Langenus, ce dernier étant désigné pour arbitrer une demi-finale et la finale, et le Français Thomas Balvay. Quatre autres arbitres prennent part à l'événement en tant qu'arbitres de touche : le Roumain Costel Rădulescu, le Mexicain Gaspar Vallejo et les Uruguayens Gualberto Alonso et Martin Aphesteguy.

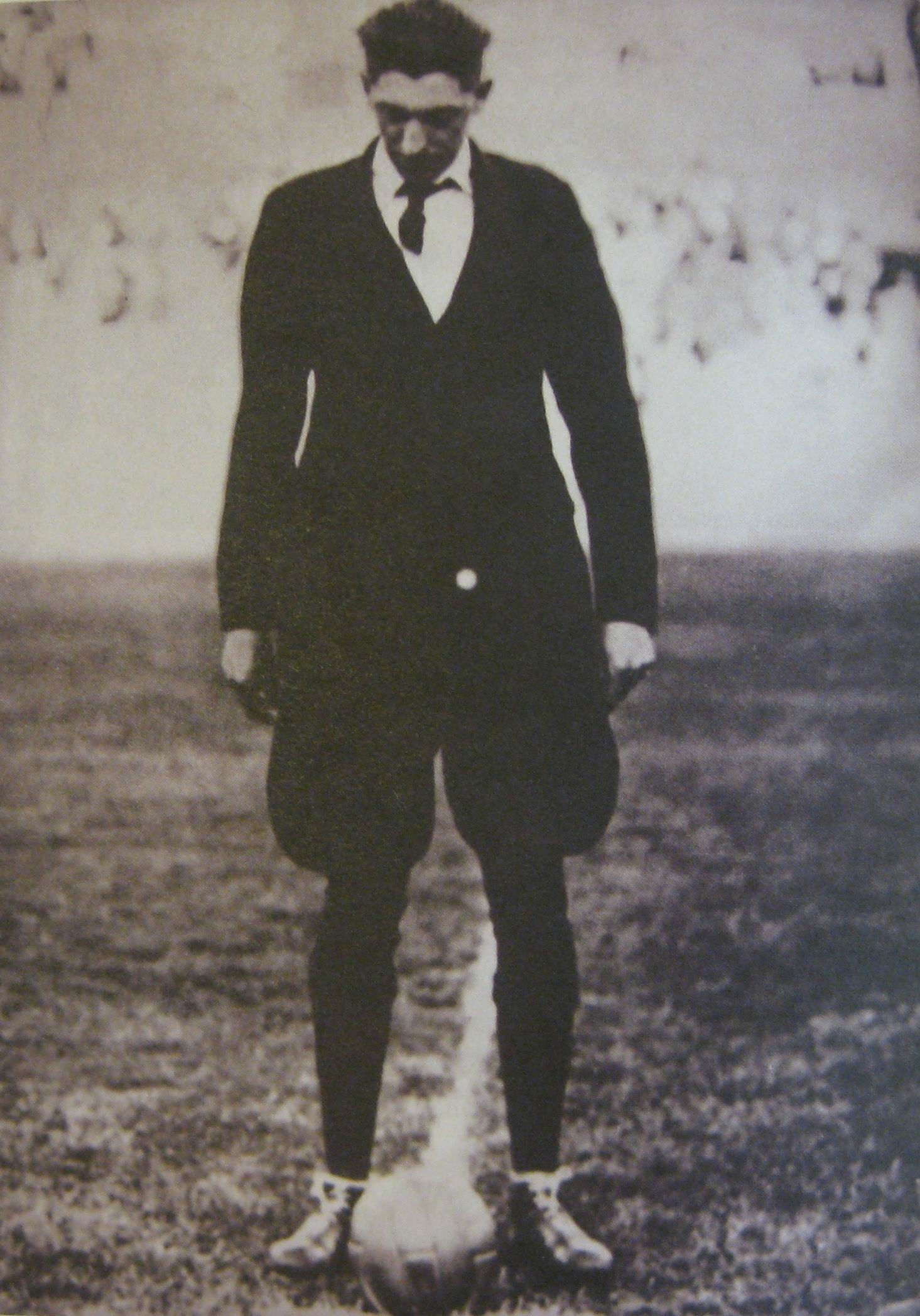
Le Belge John Langenus arbitre quatre matches, dont une demi-finale et la finale.

Afin de s'accorder sur les décisions arbitrales et d'éliminer les différences de décision qu'il pourrait y avoir entre arbitres de nationalités différentes, ceux-ci sont invités avant le début de la compétition à une réunion pour remédier à cet éventuel problème. L'accent est porté sur le hors-jeu, le coup franc et le penalty, dont il est rappelé la nécessité de l'appliquer avec sévérité. La consigne est particulièrement bien suivie par le Bolivien Ulises Saucedo, qui en siffle cinq lors du match Argentine-Mexique.
| Arbitre                                                                     | Matchs   | Principal | Assistant |
| --------------------------------------------------------------------------- | -------- | --------- | --------- |
| Thomas Balvay                                                               | 4        | 1         | 3 (D)     |
| Henry Christophe                                                            | 5        | 1         | 4 (F)     |
| John Langenus                                                               | 6 (F, D) | 4 (D, F)  | 2         |
| Domingo Lombardi                                                            | 4        | 1         | 3         |
| José Bartolomé Macías                                                       | 3        | 2         | 1         |
| Francisco Matteucci                                                         | 4        | 1         | 3         |
| Gilberto de Almeida Rêgo                                                    | 5 (D)    | 3 (D)     | 2         |
| Ulises Saucedo                                                              | 6        | 1         | 5 (F, D)  |
| Anibal Tejada                                                               | 3        | 2         | 1         |
| Ricardo Vallarino                                                           | 2        | 1         | 1         |
| Alberto Warnken                                                             | 5        | 1         | 4 (D)     |
| Costel Rădulescu                                                            | 2        | 0         | 2         |
| Martin Aphesteguy                                                           | 2        | 0         | 2         |
| Gualberto Alonso                                                            | 1        | 0         | 1         |
| Gaspar Vallejo                                                              | 2        | 0         | 2         |
| Légende : D indique que l'arbitre a arbitré une demi-finale et F la finale. |          |           |           |

## Compétition

### Format et tirage au sort
À l'origine, les organisateurs envisagent le déroulement du tournoi sous forme de matchs à élimination directe, mais le nombre des équipes engagées, treize, les incite à revoir la formule et à mettre en place un premier tour par groupes. Les équipes sont réparties en quatre groupes (trois poules de trois sélections et une de quatre), disputés en tournoi toutes rondes. Deux points sont attribués pour une victoire, un point pour un match nul et aucun pour une défaite. En cas d'égalité de points entre deux équipes en tête d'un même groupe à la fin du premier tour, il est prévu qu'elles soient départagées par un match d'appui, mais le cas ne se présente pas. Le vainqueur de chaque groupe se qualifie pour le dernier carré, où les matchs sont joués en élimination directe. En demi-finales et en finale, si deux équipes sont à égalité à la fin du temps réglementaire, elles sont départagées lors d'une prolongation (avec match à rejouer s’il y a encore égalité à l'issue de la prolongation). Cependant, ce cas de figure ne se présente pas non plus. Quant aux remplacements de joueurs en cours de match, à l'époque ils ne sont pas autorisés.
Le tirage au sort est effectué une fois que toutes les équipes sont arrivées en Uruguay. Il a lieu le 7 juillet 1930, moins d'une semaine avant le début de la compétition. Pour la formation des groupes, le comité organisateur prend soin d'équilibrer les forces dans chaque poule afin de permettre aux meilleures équipes d'atteindre le dernier carré et de maintenir ainsi un haut niveau de compétition. Pour cela, des têtes de série sont choisies. La discussion est laborieuse, mais trois équipes jugées capables d'atteindre la finale se détachent et sont finalement désignées tête de série : l'Uruguay, le Brésil et l'Argentine. La quatrième place a du mal à être attribuée entre les États-Unis et le Paraguay. Finalement les États-Unis sont choisis comme tête de série et il est ensuite décidé de placer dans le même groupe ces deux équipes qui étaient en ballotage. Les quatre équipes européennes sont ensuite placées dans un chapeau, puis le reste des équipes dans un autre.
| Têtes de série                      | Équipes européennes                  | Autres équipes                       |
| ----------------------------------- | ------------------------------------ | ------------------------------------ |
| Argentine Brésil Uruguay États-Unis | Belgique France Roumanie Yougoslavie | Bolivie Chili Mexique Paraguay Pérou |

Le tirage au sort désigne les quatre groupes indiqués ci-dessous. La compétition commence le 13 juillet à quinze heures par deux matchs d'ouverture joués simultanément, France-Mexique dans le groupe 1 et États-Unis-Belgique dans le groupe 4. Le premier tour se clôture le 22 juillet par le dernier match du groupe 1, Argentine-Chili. Les demi-finales ont lieu les 26 et 27 juillet, puis la finale le 30 juillet.
| Groupe 1                       | Groupe 2                   | Groupe 3               | Groupe 4                     |
| ------------------------------ | -------------------------- | ---------------------- | ---------------------------- |
| Argentine France Mexique Chili | Brésil Yougoslavie Bolivie | Uruguay Roumanie Pérou | États-Unis Belgique Paraguay |

### Premier tour

#### Poule I

##### Résumé
— Lucien Laurent à propos de son but.
Le groupe 1 est composé de l'Argentine, du Chili, de la France et du Mexique. Le 13 juillet 1930 à quinze heures, sous quelques flocons de neige, la France et le Mexique s'affrontent pour l'un des deux matchs d'ouverture de la compétition. La rencontre, disputée à l'Estadio Pocitos, est arbitrée par l'Uruguayen Domingo Lombardi. À la 19e minute de jeu, le Français Lucien Laurent devient le premier buteur de l’histoire de la Coupe du monde en reprenant de volée un centre d'Ernest Libérati, qui en devient le premier passeur décisif,. Un peu avant la demi-heure de jeu, le gardien français Alexis Thépot se blesse et doit céder sa place au joueur de champ Augustin Chantrel. Réduite à dix, la France ajoute tout de même peu avant la mi-temps deux buts, par Marcel Langiller et André Maschinot, portant l'écart à trois buts. Juan Carreño réduit l'écart à la 70e minute, avant que les Français n'ajoutent un quatrième but par Maschinot, qui réalise un doublé, scellant la victoire de la France sur le Mexique.

Le Chili bat la France un but à zéro sur un but de Guillermo Subiabre.

Deux jours plus tard, la France est opposée à l'Argentine. Le gardien Thépot retrouve sa place dans les buts et réalise de nombreux arrêts, ne s'inclinant qu'à dix minutes de la fin sur un coup franc de Luis Monti, consécutif à une faute de Capelle sur Evaristo. Alors que les Français attaquent pour égaliser, l'arbitre brésilien Gilberto de Almeida Rêgo siffle la fin du match six minutes avant la fin du temps réglementaire, provoquant la colère des joueurs français et des spectateurs. Après le retrait des deux équipes, le terrain est envahi par les spectateurs indignés, la police montée devant intervenir pour les faire évacuer. L'un des arbitres de touche finit par convaincre l'arbitre de son erreur, et celui-ci rappelle les joueurs, alors que ceux-ci sont dans le vestiaire, certains étant même déjà sous la douche. Le score ne change pas, mais les Français sortent sous l'ovation des spectateurs uruguayens. Les Argentins protestent auprès de l'organisation à la suite de cet incident, et menacent même de se retirer de la compétition,.
Le Chili fait ensuite son entrée dans la compétition. Le 16 juillet, les Chiliens battent et éliminent les Mexicains sur le score de trois buts à zéro. Trois jours plus tard, ils se défont de la France un but à zéro sur une réalisation de Guillermo Subiabre. La France est éliminée.
Lors du cinquième match, l'Argentine s'impose par six buts à trois face au Mexique, qui subit sa troisième défaite, grâce notamment à un triplé de Guillermo Stábile. Pour ce match, les Argentins sont pourtant privés de leur capitaine Manuel Ferreira, retourné au pays pour passer un examen universitaire. L'Argentine et le Chili se retrouvent alors en tête du groupe avant le dernier match, avec deux victoires chacun, le vainqueur de leur confrontation se qualifiant donc pour les demi-finales. Devant les 41 000 spectateurs du stade Centenario, les Argentins mènent déjà deux buts à un au bout d'un quart d'heure de jeu. En seconde mi-temps, Mario Evaristo ajoute un troisième but pour l'Argentine, permettant à son équipe d'assurer la première place du classement.

##### Classement et résultats
| Rang | Équipe    | Pts | J | G | N | P | Bp | Bc | Diff |  | Résultats (▼ dom., ► ext.) |  |     |     |     |
| ---- | --------- | --- | - | - | - | - | -- | -- | ---- |  | -------------------------- |  | --- | --- | --- |
| 1    | Argentine | 6   | 3 | 3 | 0 | 0 | 10 | 4  | +6   |  | Argentine                  |  | 3-1 | 1-0 | 6-3 |
| 2    | Chili     | 4   | 3 | 2 | 0 | 1 | 5  | 3  | +2   |  | Chili                      |  |     | 1-0 | 3-0 |
| 3    | France    | 2   | 3 | 1 | 0 | 2 | 4  | 3  | +1   |  | France                     |  |     |     | 4-1 |
| 4    | Mexique   | 0   | 3 | 0 | 0 | 3 | 4  | 13 | -9   |  | Mexique                    |  |     |     |     |

##### Détails des matchs
| Sélectionneur : |
| Caudron         |

| Sélectionneur : |
| Luque           |

| Sélectionneur : |
| Caudron         |

| Sélectionneur : |
| Luque           |

| Sélectionneur : |
| Olazar          |

| Sélectionneur : |
| Caudron         |

| Sélectionneur : |
| Olazar          |

| Sélectionneur : |
| Caudron         |

| Sélectionneur : |
| Orth            |

| Sélectionneur : |
| Luque           |

| Sélectionneur : |
| Orth            |

| Sélectionneur : |
| Luque           |

| Sélectionneur : |
| Orth            |

| Sélectionneur : |
| Caudron         |

| Sélectionneur : |
| Orth            |

| Sélectionneur : |
| Caudron         |

| Sélectionneur : |
| Olazar          |

| Sélectionneur : |
| Luque           |

| Sélectionneur : |
| Olazar          |

| Sélectionneur : |
| Luque           |

| Sélectionneur : |
| Olazar          |

| Sélectionneur : |
| Orth            |

| Sélectionneur : |
| Olazar          |

| Sélectionneur : |
| Orth            |

#### Poule II

##### Résumé

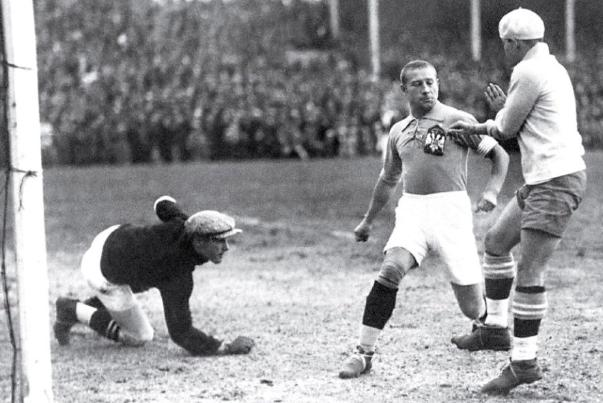
Action de jeu de Yougoslavie-Brésil, avec de gauche à droite Jakšić, Mihajlović et Teóphilo.

Le groupe 2 est composé de la Yougoslavie, du Brésil et de la Bolivie. Le Brésil, tête de série, est favori tandis que la Bolivie se présente au tournoi en n'ayant encore jamais gagné de rencontre internationale.
Le 14 juillet, la Yougoslavie, sans doute la meilleure équipe européenne présente, est opposée au Brésil. Bien organisés, les Yougoslaves créent la surprise en menant deux buts à zéro à la mi-temps sur des buts de Aleksandar Tirnanić et Ivan Bek. Les Brésiliens réduisent l'écart à l'heure de jeu par Preguinho, mais les Yougoslaves tiennent la victoire.
Trois jours plus tard, la Yougoslavie a la possibilité d'assurer la première place du groupe contre la Bolivie. Pour l'occasion, les Boliviens rendent hommage aux organisateurs de la compétition en se présentant avec une lettre sur leur maillot, celles-ci formant la phrase « Viva Uruguay » une fois que l'équipe est alignée,. La Bolivie tient en première mi-temps, mais la Yougoslavie inscrit quatre buts en seconde mi-temps, validant son billet pour les demi-finales.
Dans un match sans enjeu, le Brésil rencontre la Bolivie le 20 juillet, l'entraîneur brésilien opérant six changements par rapport à leur première rencontre. Il sauve l'honneur en s'imposant par quatre buts à zéro comme les Yougoslaves trois jours plus tôt, grâce à des doublés de Preguinho et Moderato. C'est lors de ce match que joue le plus jeune joueur de la compétition, le Brésilien Carvalho Leite, âgé de 18 ans et 1 mois.

##### Classement et résultats
| Rang | Équipe      | Pts | J | G | N | P | Bp | Bc | Diff |  | Résultats (▼ dom., ► ext.) |  |     |     |
| ---- | ----------- | --- | - | - | - | - | -- | -- | ---- |  | -------------------------- |  | --- | --- |
| 1    | Yougoslavie | 4   | 2 | 2 | 0 | 0 | 6  | 1  | +5   |  | Yougoslavie                |  | 2-1 | 4-0 |
| 2    | Brésil      | 2   | 2 | 1 | 0 | 1 | 5  | 2  | +3   |  | Brésil                     |  |     | 4-0 |
| 3    | Bolivie     | 0   | 2 | 0 | 0 | 2 | 0  | 8  | -8   |  | Bolivie                    |  |     |     |

##### Détails des matchs
| Sélectionneur : |
| Simonović       |

| Sélectionneur : |
| Píndaro         |

| Sélectionneur : |
| Simonović       |

| Sélectionneur : |
| Píndaro         |

| Sélectionneur : |
| Simonović       |

| Sélectionneur : |
| Saucedo         |

| Sélectionneur : |
| Simonović       |

| Sélectionneur : |
| Saucedo         |

| Sélectionneur : |
| Píndaro         |

| Sélectionneur : |
| Saucedo         |

| Sélectionneur : |
| Píndaro         |

| Sélectionneur : |
| Saucedo         |

#### Poule III

##### Résumé

Dans un des matchs avec la plus faible affluence de l'histoire de la Coupe du monde, le gardien roumain Lăpușneanu récupère un ballon devant l'attaquant péruvien Lores.

Le pays organisateur, l'Uruguay, est dans le groupe 3 avec la Roumanie et le Pérou. Le premier match du groupe oppose la Roumanie au Pérou à l'Estadio Pocitos. L'affluence officielle n'est que de 2 549 spectateurs, même s'il est généralement admis que celle-ci ne dépassait même pas les 300 spectateurs, soit la plus petite affluence de l'histoire de la Coupe du monde. Le match est marqué par le but le plus rapide du tournoi, inscrit par le Roumain Adalbert Deșu au bout de 50 secondes de jeu et par la première expulsion de l'histoire de la Coupe du monde - la seule de la compétition - lorsque le Péruvien Plácido Galindo est sorti peu avant l'heure de jeu par l'arbitre Alberto Warnken pour un tacle dangereux sur le milieu László Raffinsky. Il ne reçoit cependant pas de carton rouge, ceux-ci n'existant pas encore à l'époque. Alors que les deux équipes sont à égalité avec un but partout, la Roumanie profite de cet avantage numérique en marquant deux buts en fin de rencontre par Ștefan Barbu et Constantin Stanciu pour remporter le match trois buts à un.
L'Uruguay ne fait son entrée dans le tournoi que le 18 juillet contre le Pérou, cinq jours après les matchs d'ouverture, à cause du retard de construction du Stade Centenario que la Céleste doit inaugurer. Le match est précédé d'une cérémonie marquant le centenaire de la première constitution de l'Uruguay, ratifiée le 18 juillet 1830, un peu plus d'un mois avant l'indépendance officielle du pays. Les quatre semaines précédant la rencontre, les Uruguayens se préparent dans un camp d'entraînement sous une discipline stricte. Le gardien Andrés Mazali est même exclu du groupe car il a enfreint un couvre-feu pour rendre visite à sa femme. Sur le terrain, l'Uruguay remporte le match par un but à zéro sur un but d'Héctor Castro, la performance étant jugée mauvaise par la presse uruguayenne mais louée au Pérou,.
Avec chacun une victoire, le vainqueur du dernier match, Uruguay-Roumanie, se qualifie pour les demi-finales. Avec quatre changements par rapport à l'équipe qui a péniblement battu le Pérou trois jours plus tôt, la Céleste remporte cette fois facilement le match quatre buts à zéro, avec des réalisations de Pablo Dorado, Héctor Scarone, Peregrino Anselmo et Pedro Cea, terminant ainsi première du groupe.

##### Classement et résultats
| Rang | Équipe   | Pts | J | G | N | P | Bp | Bc | Diff |  | Résultats (▼ dom., ► ext.) |  |     |     |
| ---- | -------- | --- | - | - | - | - | -- | -- | ---- |  | -------------------------- |  | --- | --- |
| 1    | Uruguay  | 4   | 2 | 2 | 0 | 0 | 5  | 0  | +5   |  | Uruguay                    |  | 4-0 | 1-0 |
| 2    | Roumanie | 2   | 2 | 1 | 0 | 1 | 3  | 5  | -2   |  | Roumanie                   |  |     | 3-1 |
| 3    | Pérou    | 0   | 2 | 0 | 0 | 2 | 1  | 4  | -3   |  | Pérou                      |  |     |     |

##### Détails des matchs
| Sélectionneur : |
| Rădulescu       |

| Sélectionneur : |
| Bru             |

| Sélectionneur : |
| Rădulescu       |

| Sélectionneur : |
| Bru             |

| Sélectionneur : |
| Suppici         |

| Sélectionneur : |
| Bru             |

| Sélectionneur : |
| Suppici         |

| Sélectionneur : |
| Bru             |

| Sélectionneur : |
| Suppici         |

| Sélectionneur : |
| Rădulescu       |

| Sélectionneur : |
| Suppici         |

| Sélectionneur : |
| Rădulescu       |

#### Poule IV

##### Résumé

Pour l'un des deux matchs d'ouverture de la compétition, les États-Unis battent la Belgique 3-0.

Le groupe 4 regroupe les États-Unis, la Belgique et le Paraguay. Avec plusieurs joueurs connaissant leur première sélection du côté des États-Unis, les Américains et les Belges sont opposés le 13 juillet à quinze heures pour l'un des deux matchs d'ouverture de la compétition. Les États-Unis mènent deux buts à zéro à la mi-temps, avant d'ajouter un troisième but en seconde mi-temps. La facilité de la victoire est inattendue, le journal uruguayen Imparcial affirmant même que « le large score de la victoire américaine a vraiment surpris les experts ». De leur côté, les Belges déplorent l'état du terrain et les décisions de l'arbitre José Bartolomé Macías, arguant que le deuxième but est hors-jeu.
Quatre jours plus tard, les États-Unis sont opposés au Paraguay avec l'occasion de se qualifier en cas de victoire. Par des conditions venteuses, l'attaquant américain Bertram Patenaude inscrit les trois buts de son équipe, mais aussi le premier triplé de l'histoire de la Coupe du monde lors de ce match, permettant à son équipe de se qualifier,,.
Le troisième et dernier match du groupe est sans enjeu. Le capitaine et ailier gauche Luis Vargas Peña marque le seul but du match qui voit la victoire du Paraguay sur la Belgique, qui rejoint la Bolivie au sein des équipes n'ayant pas marqué de but lors du tournoi.

##### Classement et résultats
| Rang | Équipe     | Pts | J | G | N | P | Bp | Bc | Diff |  | Résultats (▼ dom., ► ext.) |  |     |     |
| ---- | ---------- | --- | - | - | - | - | -- | -- | ---- |  | -------------------------- |  | --- | --- |
| 1    | États-Unis | 4   | 2 | 2 | 0 | 0 | 6  | 0  | +6   |  | États-Unis                 |  | 3-0 | 3-0 |
| 2    | Paraguay   | 2   | 2 | 1 | 0 | 1 | 1  | 3  | -2   |  | Paraguay                   |  |     | 1-0 |
| 3    | Belgique   | 0   | 2 | 0 | 0 | 2 | 0  | 4  | -4   |  | Belgique                   |  |     |     |

##### Détails des matchs
| Sélectionneur : |
| Millar          |

| Sélectionneur : |
| Goetinck        |

| Sélectionneur : |
| Millar          |

| Sélectionneur : |
| Goetinck        |

| Sélectionneur : |
| Millar          |

| Sélectionneur : |
| Durand Laguna   |

| Sélectionneur : |
| Millar          |

| Sélectionneur : |
| Durand Laguna   |

| Sélectionneur : |
| Durand Laguna   |

| Sélectionneur : |
| Goetinck        |

| Sélectionneur : |
| Durand Laguna   |

| Sélectionneur : |
| Goetinck        |

### Tableau final
|  | Demi-finales                                 | Demi-finales                                 |           |   | Finale                                       | Finale                                       |
|  | Demi-finales                                 | Demi-finales                                 |           |   | Finale                                       | Finale                                       |
|  |                                              |                                              |           |   |                                              |                                              |
|  | 26 juillet 1930, 14 h 45 au Stade Centenario | 26 juillet 1930, 14 h 45 au Stade Centenario |           |   | 30 juillet 1930, 15 h 30 au Stade Centenario | 30 juillet 1930, 15 h 30 au Stade Centenario |
|  | 26 juillet 1930, 14 h 45 au Stade Centenario | 26 juillet 1930, 14 h 45 au Stade Centenario |           |   | 30 juillet 1930, 15 h 30 au Stade Centenario | 30 juillet 1930, 15 h 30 au Stade Centenario |
|  | Argentine                                    | 6                                            |           |   | 30 juillet 1930, 15 h 30 au Stade Centenario | 30 juillet 1930, 15 h 30 au Stade Centenario |
|  | Argentine                                    | 6                                            |           |   | 30 juillet 1930, 15 h 30 au Stade Centenario | 30 juillet 1930, 15 h 30 au Stade Centenario |
|  | États-Unis                                   | 1                                            |           |   | 30 juillet 1930, 15 h 30 au Stade Centenario | 30 juillet 1930, 15 h 30 au Stade Centenario |
|  | États-Unis                                   | 1                                            | Argentine | 2 |                                              |                                              |
|  | 27 juillet 1930, 14 h 45 au Stade Centenario |                                              | Argentine | 2 |                                              |                                              |
|  |                                              | Uruguay                                      | 4         |   |                                              |                                              |
|  | Uruguay                                      | Uruguay                                      | 4         | 6 |                                              |                                              |
|  | Uruguay                                      |                                              |           | 6 |                                              |                                              |
|  | Yougoslavie                                  | 1                                            |           |   |                                              |                                              |
|  | Yougoslavie                                  | 1                                            |           |   |                                              |                                              |

#### Demi-finales

##### Résumé
Les quatre vainqueurs de groupe sont qualifiés pour les demi-finales dont le tirage est effectué dès la fin du premier tour, le 22 juillet. Le vainqueur du groupe 1, l'Argentine, est opposé au vainqueur du groupe 4, les États-Unis, et le vainqueur du groupe 2, la Yougoslavie, est opposé au vainqueur du groupe 3, l'Uruguay. La Yougoslavie est l'équipe surprise du dernier carré, elle a battu le Brésil et est la seule à s'être qualifiée sans être tête de série de son groupe. Les deux demi-finales se terminent sur le score identique de six buts à un à l'avantage des deux principales têtes de série et grandes favorites du tournoi.

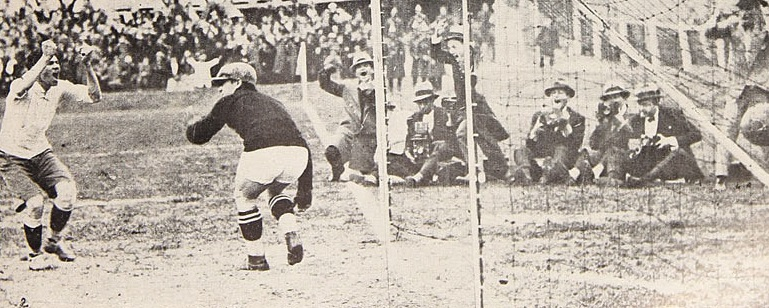
L'Uruguayen Pedro Cea égalise lors de la deuxième demi-finale Uruguay-Yougoslavie.

La première demi-finale, Argentine-États-Unis, se tient le 26 juillet en début d'après-midi au Stade Centenario devant plus de 70 000 spectateurs, sur un terrain détrempé. Les États-Unis, avec six joueurs sur le terrain nés au Royaume-Uni, connaissent un coup dur au bout de dix minutes de jeu, leur milieu Raphael Tracey se cassant la jambe à cause du jeu dur d'un Argentin. Il poursuit tout de même le match, mais ne revient pas sur le terrain pour la seconde mi-temps. Luis Monti ouvre la marque pour l'Argentine à la 20e minute de jeu, les deux équipes se séparant sur ce score à la mi-temps. Les Argentins dominent la seconde mi-temps et ajoutent cinq buts, un de Alejandro Scopelli et deux doublés de Guillermo Stábile et Carlos Peucelle, pour porter le score à six buts à zéro. L'Américain Jim Brown réduit l'écart en fin de rencontre ; l'Argentine remporte le match six buts à un.
Le lendemain, dans le même stade et à la même heure, 80 000 spectateurs assistent à la rencontre entre l'Uruguay et la Yougoslavie. Đorđe Vujadinović ouvre rapidement le score pour la Yougoslavie au bout de seulement quatre minutes de jeu. L'Uruguay reprend l'avantage peu après en marquant trois fois entre la 19e et la 23e, par Pedro Cea et par un doublé de Peregrino Anselmo. Le but du 2-1 est contesté, un policier uruguayen ayant renvoyé la balle à Anselmo alors que celle-ci venait de sortir du terrain. À la stupéfaction générale, l'arbitre brésilien Gilberto Rêgo accorde le but. Puis, peu avant la demi-heure de jeu, la Yougoslavie marque un but qui est refusé pour une position de hors-jeu controversée. En seconde mi-temps, l'Uruguay marque trois nouveaux buts, par Santos Iriarte et par Pedro Cea à deux reprises, qui conclut un triplé. Plus rien n'est marqué lors des vingt dernières minutes et l'Uruguay se qualifie pour la finale.

##### Détails des matchs
| Sélectionneur : |
| Olazar          |

| Sélectionneur : |
| Millar          |

| Sélectionneur : |
| Olazar          |

| Sélectionneur : |
| Millar          |

| Sélectionneur : |
| Suppici         |

| Sélectionneur : |
| Simonović       |

| Sélectionneur : |
| Suppici         |

| Sélectionneur : |
| Simonović       |

#### Match pour la troisième place
La troisième place du tournoi, attribuée dès 1934 à l'issue d’une petite finale jouée entre les deux équipes défaites en demi-finales, fait l'objet de débats pour cette Coupe du monde. Les récits divergent quant à savoir si un match pour la troisième place a effectivement eu lieu ou non. Un bulletin officiel de la FIFA datant de 1984 évoque notamment une victoire de la Yougoslavie sur les États-Unis par trois buts à un. Un livre sorti en 2009 mentionne quant à lui que la Yougoslavie aurait refusé de jouer une petite finale, excédée par la mauvaise qualité de l'arbitrage lors de sa demi-finale contre l'Uruguay.
En 2010, le fils de Kosta Hadži, chef de la délégation yougoslave lors de cette Coupe du monde et à l'époque vice-président de la Fédération de Yougoslavie de football, annonce que la Yougoslavie a été récompensée d'une médaille de bronze gardée dans la famille de Hadži depuis quatre-vingts ans. Selon lui, la Yougoslavie aurait reçu cette médaille pour avoir perdu en demi-finale contre le futur vainqueur de la compétition, l'Uruguay,. La médaille n'a cependant pas été authentifiée, d'autant plus que les descendants de Tom Florie, capitaine des États-Unis, et du Yougoslave Blagoje Marjanović, possèdent eux aussi une médaille de bronze au nom de la Coupe du monde 1930,.
D'autre part, en 1986, la FIFA publie un classement rétrospectif de toutes les Coupes du monde en se basant sur le nombre de points marqués et sur la différence de buts des équipes lorsque celles-ci avaient atteint le même tour. De toute évidence il n'y a pas de prise en compte d'un match pour la troisième place en 1930. En effet, ayant (jusqu'en demi-finales) encaissé un but de moins que la Yougoslavie, les États-Unis sont classés par la FIFA en troisième position. Malgré le flou concernant cette troisième place, ce classement officiel reste celui publié par la FIFA.

#### Finale

##### Résumé

Environ 30000 supporteurs argentins traversent le río de la Plata pour la finale.

La finale de la Coupe du monde se déroule dans le Stade Centenario le 30 juillet 1930 à 15 h 30 entre les deux favoris de la compétition, l'Uruguay et l'Argentine. Les deux pays entretiennent alors une grande rivalité sportive, s'étant déjà affronté une centaine de fois. L'Association uruguayenne de football met 10 000 places à disposition des Argentins. La veille du match, une ambiance folle règne sur les quais du port de Buenos Aires, où des dizaines de milliers de supporteurs argentins veulent embarquer à bord des six paquebots affrétés pour effectuer la traversée du río de la Plata. Au milieu des pétards et des cris « victoria o muerte » (« la victoire ou la mort »), ils sont plus de 30 000 à effectuer le voyage avec les navires affrétés, mais aussi avec d'autres embarcations, le nombre de paquebots se révélant vite insuffisant, sans compter les nombreux supporteurs restés à quai,. À leur arrivée, le port de Montevideo est tellement débordé que beaucoup d'entre eux restent un certain temps à quai, manquant le coup d'envoi.
Les portes du stade sont ouvertes à huit heures, plus de cinq heures avant le coup d'envoi, les spectateurs étant fouillés pour éviter l'introduction d'armes à feu dans l'enceinte. À midi, le stade est plein. Il y a officiellement 68 346 spectateurs selon la FIFA, bien que plusieurs sources évaluent ce chiffre à beaucoup plus, de 90 000 à 93 000. La rencontre est particulièrement suivie par les médias, 400 journalistes, pour la plupart sud-américains, assistant au match.
Le Belge John Langenus accepte d'arbitrer la finale quelques heures avant le coup d'envoi après avoir exigé des mesures de protection pour sa sécurité personnelle, en cas de débordements de supporteurs à la suite d'éventuelles décisions arbitrales contestées. L'une de ses requêtes est qu'un bateau soit prêt à partir une heure après la fin du match, dans le cas où il devrait quitter rapidement le pays. De plus, un différend cocasse oppose les deux équipes avant le coup d'envoi. Chacune d'entre elles veut jouer le match avec son propre ballon. Les deux équipes n'arrivant pas à tomber d'accord, John Langenus entre sur le terrain avec un ballon sous chaque bras et les départage à pile ou face. Le ballon argentin, nommé « Tiento », gagne et est utilisé pour la première mi-temps, le ballon uruguayen, le « T-Model » plus grand et plus lourd, l'étant pour la seconde période,.

Le onze uruguayen avant de disputer la finale. Debout : Gestido, Nasazzi, Ballestero, Mascheroni, Andrade et Fernández. Accroupis : Dorado, Scarone, Castro, Cea et Iriarte.

L'Argentine effectue deux changements par rapport à sa demi-finale. Francisco Varallo, bien que légèrement blessé à la jambe, retrouve sa place en attaque aux dépens d'Alejandro Scopelli et Rodolfo Orlandini cède sa place au milieu à Pedro Suárez. L'Uruguay effectue un seul changement par rapport à son match précédent, au poste d'avant-centre, Héctor Castro prenant la place de Peregrino Anselmo, malade.
Malgré le tirage au sort du ballon favorable aux Argentins, l'Uruguay ouvre le score dès la 12e minute de jeu par l'ailier droit Pablo Dorado, d'un tir à ras de terre de la droite qui rentre après avoir frappé le poteau. Bien organisés, les Argentins égalisent huit minutes plus tard par leur ailier droit Carlos Peucelle, qui marque après avoir éliminé son défenseur à la suite d'une passe de Manuel Ferreira. L'Argentine continue sur sa lancée et prend l'avantage par son avant-centre Guillermo Stábile à la 37e minute de jeu, malgré les protestations du capitaine uruguayen José Nasazzi, qui réclame un hors-jeu. Les deux équipes se séparent alors à la mi-temps sur ce score de deux buts à un pour l'Argentine. Dès le début de la seconde mi-temps, l'Uruguay se rue à l'attaque. Le milieu argentin Luis Monti manque une occasion de porter le score à trois buts à un puis son coéquipier Francisco Varallo frappe sur la barre transversale, aggravant sa blessure sur le coup. Les Uruguayens en profitent, attaquent en nombre et parviennent à égaliser peu avant l'heure de jeu par Pedro Cea. Dix minutes plus tard, à la 68e minute de jeu, l'attaquant uruguayen Héctor Scarone adresse une passe à l'ailier gauche Santos Iriarte, qui envoie le ballon dans les filets d'une frappe fulgurante, sous les cris et les encouragements des supporteurs uruguayens, dont l'équipe reprend l'avantage. L'Argentine essaye alors d'égaliser ; Guillermo Stábile envoie un tir sur la barre transversale, puis, sur l'action suivante, l'avant-centre uruguayen Héctor Castro ajoute un nouveau but de la tête dans les dernières minutes de jeu, scellant le résultat du match,.
À la fin de la rencontre, Jules Rimet remet le trophée au président de l'Association uruguayenne de football, Raúl Jude, puis les joueurs entament un tour d'honneur avec le trophée pour célébrer leur victoire dans cette première Coupe du monde. Les rues de Montevideo sont alors envahies par des dizaines de milliers de supporteurs qui célèbrent la victoire de leur pays, le lendemain, le 31 juillet étant même proclamé fête nationale. En marge du match, des accidents sont à déplorer à Buenos Aires, où une centaine de supporteurs argentins déçus se rejoignent devant l'ambassade d'Uruguay pour y jeter des pierres, obligeant les policiers à faire usage de leurs revolvers pour rétablir l'ordre,.

##### Détail du match
| 30 juillet 1930                     | Uruguay                                                    | 4 – 2   | Argentine                                 | Stade Centenario (Montevideo) | |
| 15 h 30 · Historique des rencontres | Dorado 12e · Cea 57e · ( Scarone) Iriarte 68e · Castro 90e | (1 - 2) | 20e Peucelle (M. Ferreira ) · 37e Stábile | Spectateurs : 68 346 (ou ~90 000) · Arbitrage : John Langenus · Arbitres assistants : Ulises Saucedo · Henry Christophe · Photos du match · | Spectateurs : 68 346 (ou ~90 000) · Arbitrage : John Langenus · Arbitres assistants : Ulises Saucedo · Henry Christophe · Photos du match · |
| 15 h 30 · Historique des rencontres | Rapport                                                    |         |                                           | Spectateurs : 68 346 (ou ~90 000) · Arbitrage : John Langenus · Arbitres assistants : Ulises Saucedo · Henry Christophe · Photos du match · | Spectateurs : 68 346 (ou ~90 000) · Arbitrage : John Langenus · Arbitres assistants : Ulises Saucedo · Henry Christophe · Photos du match · |

|  | Joueurs : G Enrique Ballestero D Ernesto Mascheroni D José Nasazzi M José Andrade M Lorenzo Fernández M Pelegrín Gestido A Pablo Dorado A Héctor Scarone A Héctor Castro A José Cea A Santos Iriarte Entraîneur : Alberto Suppici Adjoint technique : Pedro Arispe | Finale de la Coupe du monde 1930 |  | Joueurs : G Juan Botasso D José Della Torre D Fernando Paternoster M Juan Evaristo M Luis Monti M Pedro Suárez A Carlos Peucelle A Francisco Varallo A Guillermo Stábile A Manuel Ferreira A Mario Evaristo Entraîneur : Francisco Olazar Adjoint technique : Juan José Tramutola |

### Bilan

#### Bilan de la compétition
Malgré le faible nombre d'équipes participantes et les incertitudes liées à l'organisation d'une première édition, cette Coupe du monde est considérée comme une grande réussite sportive, avec des matchs de très bon niveau. Parmi les trois favoris de la compétition, l'Uruguay et l'Argentine tiennent leur rang en atteignant la finale. Seul le Brésil déçoit, éliminé au premier tour. Pourtant loin d'être favoris, les pays européens sont remarqués, grâce notamment à la qualification de la Yougoslavie pour les demi-finales et aux bons matchs de la France, dont sa défaite épique contre l'Argentine au premier tour,. Cette Coupe du monde est aussi un succès populaire, avec plus de 500 000 spectateurs cumulés, et un succès financier, avec 233 000 pesos de recette, soit l'équivalent de 255 107 dollars.

#### Classement des équipes
À l'origine, les équipes ayant participé à cette Coupe du monde n'étaient pas classées. Cependant, en 1986, la FIFA établit rétroactivement un classement final de chaque Coupe du monde, basé sur la progression lors de la compétition, le nombre de points marqués, la différence de buts puis enfin sur le nombre de buts marqués, le tout parfois en contradiction avec les modalités et règlements des compétitions concernées. Les États-Unis, battus en demi-finale par le futur vice-champion, l’Argentine, sont ainsi promus troisièmes au détriment de la Yougoslavie, quatrième, pour avoir encaissé un but en moins sur l’ensemble de la compétition.
| Place              | Sélection   | Stade        |
| ------------------ | ----------- | ------------ |
| Médaille d'or      | Uruguay     | Vainqueur    |
| Médaille d'argent  | Argentine   | Finale       |
| Médaille de bronze | États-Unis  | Demi-finale  |
| 4                  | Yougoslavie | Demi-finale  |
| 5                  | Chili       | Premier tour |
| 6                  | Brésil      | Premier tour |
| 7                  | France      | Premier tour |
| 8                  | Roumanie    | Premier tour |
| 9                  | Paraguay    | Premier tour |
| 10                 | Pérou       | Premier tour |
| 11                 | Belgique    | Premier tour |
| 12                 | Bolivie     | Premier tour |
| 13                 | Mexique     | Premier tour |

#### L'après Coupe du monde
Après le mondial, les équipes des États-Unis, de la France et de la Yougoslavie restent en Amérique du Sud pour disputer des matchs amicaux. Le Brésil reçoit successivement entre le 1er et le 17 août la France, la Yougoslavie et les États-Unis, et s'impose dans les trois rencontres,. La Yougoslavie dispute de plus un match le 3 août à Buenos Aires contre l'Argentine, et s'incline trois buts à un.
Quatre ans plus tard, seules huit des treize équipes de ce mondial s'inscrivent pour les qualifications à la Coupe du monde de 1934. Six de ces équipes parviennent à se qualifier, l'Argentine, la Belgique, le Brésil, les États-Unis, la France et la Roumanie. L'Uruguay ne s'inscrit pas et ne participe donc pas à la Coupe du monde de 1934, devenant la première et l'unique équipe à ne pas défendre son titre. Pourtant en vue lors de la première Coupe du monde, aucune équipe américaine ne parvient à atteindre les quarts de finale en 1934. Cependant, récemment naturalisé italien, l'ancien argentin Luis Monti participera à sa deuxième finale consécutive.
Le dernier vainqueur survivant est le défenseur Ernesto Mascheroni, mort le 3 juillet 1984 à l'âge de 76 ans. Néanmoins, à cette date, de nombreux participants à cette Coupe du monde sont encore en vie. Le dernier survivant est l'Argentin Francisco Varallo, décédé le 30 août 2010 à l'âge de 100 ans. Titulaire lors de quatre matchs, dont la finale, il a inscrit un but contre le Mexique, et a donc connu les dix-neuf premières éditions de la Coupe du monde. En 2005, Varallo affirme lors d'un entretien avec la FIFA à propos de la finale : « Nous n'avons pas eu assez de culot. Je peux vous l'avouer : je n'ai toujours pas digéré cette défaite ».

## Statistiques

### Statistiques générales
Soixante-dix buts sont marqués au cours des dix-huit matchs, soit une moyenne de 3,9 buts par rencontre. L'Argentine a la meilleure attaque avec dix-huit buts marqués, mais c'est l'Uruguay qui présente la meilleure moyenne, avec 3,8 buts par match contre 3,6 buts pour l'Argentine. De même, le Brésil a la meilleure défense avec deux buts encaissés en deux matchs, mais l'Uruguay a une meilleure moyenne avec 0,75 but encaissé par match. La Belgique et la Bolivie sont les deux seules équipes à ne pas avoir inscrit de but.

### Buteurs
L'attaquant argentin Guillermo Stábile termine meilleur buteur de la compétition, avec huit buts marqués en quatre matches disputés. Il devance l'Uruguayen Pedro Cea, auteur de cinq buts, dont quatre en demi-finale et en finale, puis l'Américain Bertrand Patenaude et le Chilien Guillermo Subiabre, chacun réalisateur de quatre buts. Trente-six joueurs inscrivent au moins un but dans le tournoi, l'Argentine étant le pays qui connaît le plus de buteurs différents, à savoir sept.
| Place         | Joueur             | Sélection   | Buts | Matches |
| ------------- | ------------------ | ----------- | ---- | ------- |
| Médaille d'or | Guillermo Stábile  | Argentine   | 8    | 4       |
| 2             | Pedro Cea          | Uruguay     | 5    | 4       |
| 3             | Bertrand Patenaude | États-Unis  | 4    | 3       |
| 3             | Guillermo Subiabre | Chili       | 4    | 3       |
| 5             | Peregrino Anselmo  | Uruguay     | 3    | 2       |
| 5             | Yvan Beck          | Yougoslavie | 3    | 3       |
| 5             | Carlos Peucelle    | Argentine   | 3    | 4       |
| 5             | Preguinho          | Brésil      | 3    | 2       |

2 buts :
- Luis Monti
- Adolfo Zumelzú
- Moderato
- André Maschinot
- Manuel Rosas
- Héctor Castro
- Pablo Dorado
- Santos Iriarte

1 but :
- Mario Evaristo
- Alejandro Scopelli
- Francisco Varallo
- Carlos Vidal
- Marcel Langiller
- Lucien Laurent
- Juan Carreño
- Roberto Gayón
- Luis Vargas Peña
- Luis Souza Ferreira
- Ștefan Barbu
- Adalbert Deșu
- Constantin Stanciu
- Jim Brown
- Tom Florie
- Bartholomew McGhee
- Héctor Scarone
- Blagoje Marjanović
- Branislav Sekulić
- Aleksandar Tirnanić
- Đorđe Vujadinović

### Affluences
Cette Coupe du monde est un succès populaire, avec 549 090 spectateurs cumulés, soit une moyenne de 30 505 spectateurs par match selon les affluences officielles de la FIFA. L'affluence la plus importante est celle de la demi-finale Uruguay-Yougoslavie, avec 79 867 spectateurs. Les cinq meilleures affluences sont celles de la finale, des demi-finales et des deux matchs de groupe de l'Uruguay. Parmi les plus faibles affluences se trouvent trois matchs de pays européens, deux de la France et un de la Roumanie, dont l'un des deux matchs d'ouverture, France-Mexique, qui n'attire que 4 444 spectateurs. Le match avec la plus faible affluence officielle, Chili-France, avec 2 000 spectateurs, est aussi le match de l'histoire de la Coupe du monde avec la plus faible affluence officielle.
Cependant, ces chiffres officiels sont parfois probablement loin de la véritable affluence. Par exemple, pour la finale Uruguay-Argentine, des estimations vont de 90 000 à 93 000 spectateurs, soit beaucoup plus que les 68 346 spectateurs officiels. À l'inverse, certaines affluences seraient gonflées, comme le match de groupe Roumanie-Pérou, crédité de 2 549 spectateurs, alors qu'elle ne dépassait probablement même pas les 300 spectateurs.
| Place | Match                  | Tour        | Affluence |
| ----- | ---------------------- | ----------- | --------- |
| 1     | Uruguay - Yougoslavie  | Demi-finale | 79 867    |
| 2     | Argentine - États-Unis | Demi-finale | 72 886    |
| 3     | Uruguay - Roumanie     | 1er tour    | 70 022    |
| 4     | Uruguay - Argentine    | Finale      | 68 346    |
| 5     | Uruguay - Pérou        | 1er tour    | 57 735    |
| 6     | Argentine - Mexique    | 1er tour    | 42 100    |
| 7     | Argentine - Chili      | 1er tour    | 41 459    |
| 8     | Brésil - Bolivie       | 1er tour    | 25 466    |
| 9     | Yougoslavie - Brésil   | 1er tour    | 24 059    |
| 10    | Argentine - France     | 1er tour    | 23 409    |
| 11    | États-Unis - Belgique  | 1er tour    | 18 346    |
| 12    | Yougoslavie - Bolivie  | 1er tour    | 18 306    |
| 13    | États-Unis - Paraguay  | 1er tour    | 18 306    |
| 14    | Paraguay - Belgique    | 1er tour    | 12 000    |
| 15    | Chili - Mexique        | 1er tour    | 9 249     |
| 16    | France - Mexique       | 1er tour    | 4 444     |
| 17    | Roumanie - Pérou       | 1er tour    | 2 549     |
| 18    | Chili - France         | 1er tour    | 2 000     |

### Premières

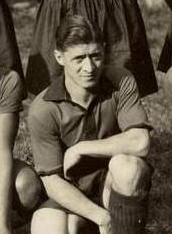
Lucien Laurent inscrit le premier but du mondial sur une passe décisive d'Ernest Libérati.

De nombreux premiers événements liés à l'histoire de la Coupe du monde se sont naturellement déroulés durant cette édition. Le premier but est marqué par le Français Lucien Laurent et la première passe décisive est délivrée par son coéquipier Ernest Libérati, à la 19e minute du match France-Mexique le 13 juillet,. Lors ce même match, André Maschinot inscrit le premier doublé du mondial. Le même jour, l'américain Jimmy Douglas devient le premier gardien de but à conserver son but inviolé (contre la Belgique).
Le cas du premier triplé a longtemps été attribué à l'Argentin Guillermo Stábile, auteur de trois buts contre le Mexique le 19 juillet. Cependant, deux jours plus tôt, lors de la victoire des États-Unis contre le Paraguay trois buts à zéro, Bertram Patenaude est crédité de deux buts, le troisième étant donné à un Paraguayen contre son camp. Pourtant, en 1992, le milieu américain Arnie Oliver soutient au Soccer History Symposium que son coéquipier a marqué les trois buts, corroborant les interviews des milieux Billy Gonsalves et Jim Brown, qui affirmaient également que leur coéquipier avait inscrit un triplé. Certains journaux de l'époque abondent également dans ce sens. Ainsi, le journal argentin La Prensa accorde les trois buts à Patenaude, en publiant même des schémas pour expliquer comment les buts ont été marqués, tout comme le journal brésilien O Estadio do Sao Paulo. Il semblerait que la confusion vienne du fait que le troisième but est inscrit sur une frappe du joueur américain, déviée par un joueur paraguayen. Finalement, le 10 novembre 2006, plus de 76 ans après les faits et grâce au travail d'historiens du sport, la FIFA a officiellement attribué le premier triplé de la Coupe du monde à Patenaude.
D'autre part, le premier joueur expulsé est le capitaine péruvien Plácido Galindo, sorti par l'arbitre lors du match Roumanie-Pérou. Toutefois, il ne reçoit pas de carton rouge, ceux-ci n'existant pas encore à l'époque. Par conséquent, aucun joueur ne reçoit non plus de carton jaune lors de ce mondial.